# Príncep de Girona
El Príncep de Girona és un títol del regne, el principal de l'hereu del tron de la Corona d'Aragó, que tenia annexes les rendes reials de la ciutat de Girona i de la vegueria de Girona.

## Història
El títol de príncep de Girona era el propi de l'hereu de la Corona d'Aragó. Ara bé, si el títol de l'hereu sempre va recaure sobre la ciutat i la regió de Girona no sempre va tenir la mateixa expressió concreta.

### El ducat de Girona
El rei Pere el Cerimoniós va crear els títols de duc de Girona (1351) i de comte de Cervera (1353) per enaltir la figura del seu primer fill mascle, l'infant Joan, com a hereu de la Corona. El ducat de Girona i el comtat de Cervera comprenien els territoris i les rendes reials de les vegueries de Girona i de Cervera, respectivament.
Pere va optar pel rang de duc i no pel de príncep pels escrúpols protocol·laris que, en el segle xiv, encara comportava aquest últim a Catalunya, que era oficialment un principat, però en el qual el "príncep" o sobirà ostentava el rang de comte (de Barcelona), rang que també ostentaven altres nobles catalans vassalls d'aquest últim. Així, el de duc va semblar el rang intermedi ideal. La situació a França, on ja es reconeixia una dignitat especial a l'hereu de la corona, també hi devia influir: si bé l'hereu francès exercia el títol de delfí (dauphin de Viennois) des de 1349, en vida del rei Pere, els fou atorgat també el títol de duc de Normandia.
Es tractava, però, d'uns títols atorgats a la persona de Joan com a hereu i no en cap cas de títols hereditaris. A la mort del monarca regnant, havien de revertir a la Corona, fins que el nou rei decidís atorgar-los al nou hereu, si ho considerava pertinent. Així es va esdevenir el 1387, en morir Pere el Cerimoniós i pujar al tron Joan I.

### El delfinat de Girona

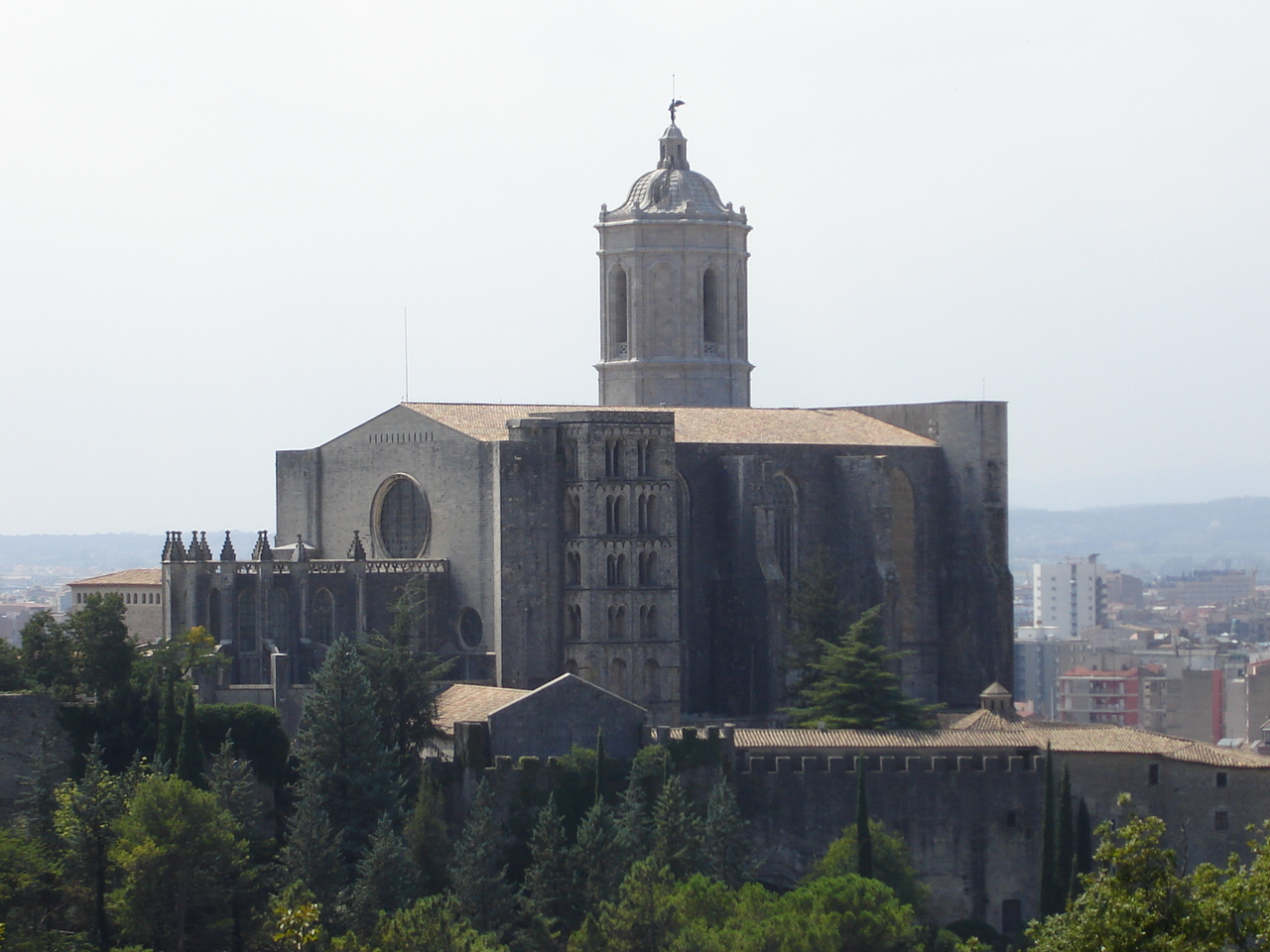
Ciutat de Girona

Joan I, però, no va atorgar el títol de duc de Girona al seu hereu, l'infant Jaume, sinó que diverses fonts (no s'ha localitzat la carta d'atorgament) indiquen clarament que el transformà en delfí de Girona. Efectivament, per exemple, al volum I de les Constitucions i altres drets de Catalunya, a l'apartat de Genealogia dels Reis d'Aragó i Comtes de Barcelona, se cita, a la genealogia de Joan I, que aquest tingué amb Violant de Bar un fill anomenat Jaume, "lo qual intitularen delphí de Girona" (i comte de Cervera). Les raons cal cercar-les en la influència francesa, per una banda, i en la voluntat del rei d'atorgar al seu fill i hereu un títol singular i superior al que ja havia donat al seu germà Martí, duc de Montblanc des de 1387, per l'altra.
El delfinat de Girona, però, fou tan efímer com la vida de l'infant Jaume (1384-1389). El següent fill mascle de Joan I, l'infant Ferran, de vida encara més efímera (visqué només uns mesos de l'any 1389), no arribà a tenir assignat cap títol. Potser per prevenció contra aquesta mala fortuna, i perquè Martí s'havia instal·lat a Sicília, el nou infant Pere (que també va viure només uns mesos de 1394), va rebre de seguida els títols de duc de Girona i de comte de Cervera. Els títols propis de l'hereu de la Corona ja no foren utilitzats fins al canvi de dinastia produït arran del Compromís de Casp, ja que Martí l'Humà accedí al tron de forma inesperada i el seu fill, Martí el Jove, ja posseïa, per matrimoni, un títol de rang superior, el de rei de Sicília.

### El principat de Girona

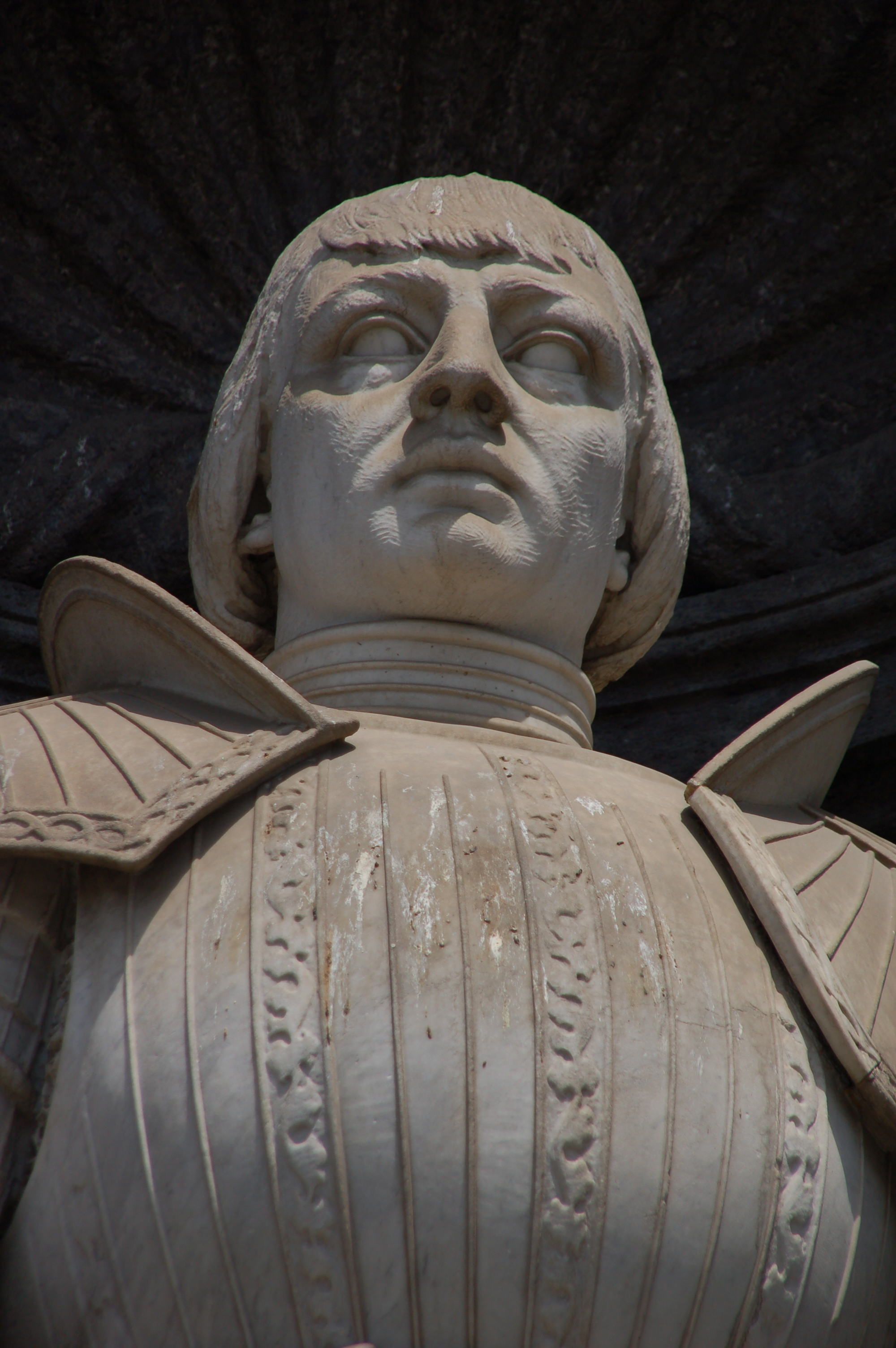
Alfons el Magnànim fou el primer príncep de Girona

El 1414 (amb confirmació oficial a Girona el 1416) el nou rei, Ferran d'Antequera, oriünd de Castella, on des de 1388 s'emprava el títol de príncep d'Astúries per a l'hereu, decidí modificar-lo. Tot i mantenir l'assignació tradicional a Girona i a Cervera, elevà el ducat a principat i ordenà que el seu fill i hereu, l'infant Alfons, fos intitulat príncep de Girona. La cerimònia d'investidura, efectuada durant la coronació de Ferran, fou recollida pel cronista Jerónimo Zurita als seus Anales de la Corona de Aragón (XII, 34):
| « | Y estando en su trono [el rei Ferran] llegó el infante don Alonso y vistióle el rey un manto y púsole un chapeo en la cabeza y una vara de oro en la mano, y dióle la paz y título de príncipe de Girona por su primogénito, como antes se llamaba duque; porque ya en el reino de Castilla y León se había dado al sucesor en el reino el título de príncipe de Asturias a imitación del reino de Inglaterra, porque en él al heredero que sucedía en el reino llamaban príncipe de Gales, de donde vino este título. | » |

L'hereu d'Alfons el Magnànim, el seu germà Joan, era rei de Navarra per matrimoni i, a la Corona d'Aragó, duc de Montblanc i senyor de Balaguer, i mai no ostentà els títols oficials de l'hereu catalanoaragonès. Sí que els empraren, en canvi, els seus hereus: primer Carles de Viana i, mort aquest el 1461, el fins llavors duc de Montblanc i senyor de Balaguer, l'infant Ferran. En la persona de Ferran s'uniren els quatre títols que en els dos segles posteriors, durant la monarquia dels Àustries, identificaren l'hereu de la Corona d'Aragó: príncep de Girona, duc de Montblanc, comte de Cervera i senyor de Balaguer.
Tinguem però en compte que, a la mort de Carles de Viana, la Diputació del General de Catalunya va considerar Joan el Sense Fe usurpador i del 1462 al 1472 es visqué la Guerra Civil catalana. El 1466, la Diputació del General oferí la corona a Renat d'Anjou qui acceptà ser Rei dels catalans. Envià el seu fill Joan, duc de Lorena, com a lloctinent a Catalunya nomenant-lo hereu i Princep de Girona. Morí el 1470 i és enterrat a la catedral de Barcelona.

Escut del Princep de Girona
(1370-1665)

Amb la supressió de la Corona d'Aragó arran de la Guerra de Successió (1701-1714), amb els consegüents decrets de Nova Planta i l'annexió dels territoris que la conformaven a la Corona de Castella, els monarques de la Casa de Borbó no van sentir cap necessitat d'emprar els vells títols catalanoaragonesos.

Escut de Joan el Caçador com a Duc de Girona

El 1771 l'Ajuntament de Girona va sol·licitar infructuosament a Carles III que recuperés l'ús del títol per al seu hereu. El 1860 es tornà a sol·licitar el mateix a Isabel II i el 1871 a Amadeu I d'Espanya, amb el mateix efecte. El 1880 Alfons XII tornà a negar-se a reinstaurar-lo, adduint que 
| « | Todas las demás provincias de la Monarquía española comprenderán fácilmente que no pudiéndose usar tan varia denominación a un tiempo (la de Asturias, por Castilla y León; la de Gerona, por el heredero de la Corona de Aragón, y Viana por Navarra), natural es que se adopte la más antigua (es decir, el Principado asturiano). | » |

Durant la dictadura de Franco, Joan de Borbó, comte de Barcelona i cap de la Casa Reial espanyola a l'exili, va decidir que el seu fill Joan Carles utilitzés el títol de príncep de Girona (políticament menys compromès que el de príncep d'Astúries pel llarg període de desús) al seu passaport. El 1961, en el comunicat de la Casa Reial del compromís de Joan Carles amb Sofia de Grècia, s'anomena al llavors príncep com a príncep d'Astúries, de Girona i de Viana, amb el designi de reivindicar el pluralisme hispànic que el desenllaç de la Guerra de Successió havia anorreat i que, en el marc de l'oposició al franquisme, resultava políticament molt convenient.

## Situació actual

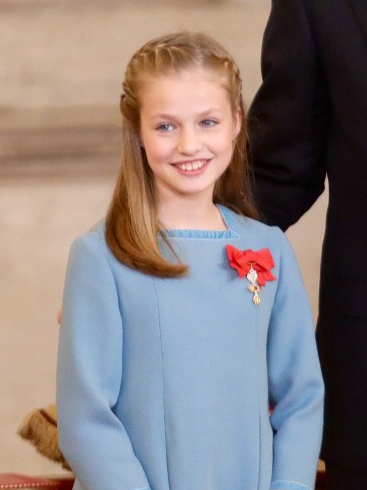
Elionor, princesa de Girona

Des del 19 de juny de 2014 els títols de l'hereu de l'antiga Corona d'Aragó són de fet ostentats per la princesa Elionor de Borbó. El reial decret de nomenament del príncep Felip de Borbó, actual rei Felip VI i anterior príncep de Girona, (RD 54/1977, BOE del 22 de gener de 1977) només esmenta explícitament el de príncep d'Astúries i afegeix También le corresponden los otros títulos y denominaciones usados tradicionalmente por el heredero de la Corona. En la mateixa línia, la Constitució espanyola de 1978 (títol II, art. 57.2) indica: 
| « | El Príncep hereu, des del naixement o des que s'esdevingui el fet que origini l'evocació, tindrà la dignitat de Príncep d'Astúries i els altres títols vinculats tradicionalment al successor de la Corona d'Espanya. | » |

El 1990, en una visita oficial a Girona, Cervera i Balaguer, i el 1996, a Montblanc, el príncep Felip assumí els títols respectius en sengles cerimònies d'homenatge popular.

## Fundació Príncep de Girona
El 26 de juny de l'any 2009 es va constituir la Fundació Príncep de Girona com a resposta de la Casa Reial a la iniciativa de la Cambra de Comerç de Girona, la Caixa de Girona, la Fundació Gala-Salvador Dalí i "La Caixa" de constituir una fundació amb la finalitat principal de promoure l'educació i la formació dels joves i atendre els seus problemes socials.

## Llista de ducs i delfins després prínceps de Girona
Dinastia del Casal de Barcelona, (1351-1410)
- Joan I de Girona (Joan el Caçador), 1351-1387, duc de Girona
- Jaume I de Girona (infant Jaume d'Aragó), 1387-1388, delfí de Girona
- Pere I de Girona (infant Pere d'Aragó), 1394, duc de Girona

Interregne (1410-1412)
Dinastia Trastàmara (1412-1504)
- Alfons I de Girona (Alfons el Magnànim), 1412-1416, príncep de Girona
- Carles I de Girona (Carles de Viana), 1458-1461

-Guerra Civil Catalana (1462-1472)
- Ferran II de Girona (Ferran el Catòlic), 1461-1479
- Joan II de Girona (infant Joan d'Aragó), 1479-1497
- Miquel I de Girona (Miquel de la Pau de Portugal),[1][2] 1498-1500
- Joana I de Girona (Joana la Boja), 1500-1504

Dinastia Habsburg (1504-1700)
- Carles II de Girona (Carles I d'Aragó i V d'Alemanya), 1504-1516
- Felip I de Girona (Felip I d'Aragó i II de Castella), 1527-1556
- Carles III de Girona (Carles d'Habsburg), 1556-1568
- Ferran III de Girona (Ferran d'Habsburg), 1571-1578
- Dídac I de Girona (Dídac d'Habsburg), 1578-1582
- Felip II de Girona (Felip II d'Aragó i III de Castella), 1582-1598
- Felip III de Girona (Felip III d'Aragó i IV de Castella), 1605-1621
- Carles IV de Girona (Baltasar Carles d'Habsburg), 1626-1640

-Guerra dels Segadors (1640-1652)
- Felip IV de Girona (Felip Pròsper d'Habsburg), 1657-1661
- Carles V de Girona (Carles II), 1661-1665

Títol vacant (1700-1961)
Dinastia Borbó (1961-)
- Joan Carles I de Girona (Joan Carles I d'Espanya), 1961-1975
- Felip V de Girona (príncep Felip de Borbó), 1977-2014
- Elionor I de Girona (princesa Elionor de Borbó), 2014-